# Jarosław Szmidt
Jarosław Szmidt (ur. 2 kwietnia 1978 w Warszawie) – polski operator filmowy i aktor.

## Życiorys
Syn aktorki Grażyny Barszczewskiej i Jerzego Szmidta. W wieku 12 lat wystąpił w serialu Dom na głowie, w którym wcielił się w rolę Henia Królika. W 2006 ukończył studia na Wydziale Operatorskim PWSFTviT w Łodzi.
W 2011 premierę miał jego film pt. Jan Paweł II. Szukałem Was...